# Óriás Nándor Szakkollégium
Az Óriás Nándor Szakkollégium a Pécsi Tudományegyetem Állam- és Jogtudományi Karán tanuló nappali jogászhallgatók egyesületi formában működő szervezete, aminek célja, hogy a jogászképzésben az egyetemi követelményekhez és képzéshez képest többletlehetőségeket és – tudást nyújtson hallgatóinak, és a szakkollégistákból szakmailag felkészült, a munkaerőpiac elvárásainak és kihívásainak megfelelni képes jogászokat képezzen az egyetemi és a szakkollégiumi éveik alatt.

## Szervezeti egységek
Az Elnökség látja el a napi adminisztratív munkát, valamint tartja a kapcsolatot a Kar irányába. A Szakkollégium további szervezeti egységei a Tagozatok.
A Tagozat az Egyesület azon szerve, mely az azonos jogterülettel foglalkozó szakkollégisták számára a mentor szakmai irányítása alatt lehetőséget biztosít az adott jogterületen az egyetemi képzés kereteit meghaladó mélységű ismeretek megszerzésére, továbbá szakmai és tudományos eredmények elérésére. Az ÓNSZ jelenleg négy tagozattal rendelkezik:
- Bűnügyi Tagozat (Mentor: Dr. Hengl Melinda)
- Civilisztika Tagozat (Mentor: Dr. Békési Gábor)
- Elméleti-történeti Tagozat (Mentor: Dr. Csoknya Tünde Éva)
- Közjogi Tagozat (Mentor: Dr. Kis Kelemen Bence)

A Tagozatvezetők az erre a feladatra megválasztott aktív tagsággal rendelkező joghallgatók.
A Mentorok a tagozatok szakmai irányítását és felügyeletét végző, a tagozat szakkollégistáinak tudományos munkáját támogató és fejlesztő, valamint a szakkollégisták közötti együttműködést elősegítő, a Pécsi Tudományegyetem Állam- és Jogtudományi Karán oktatói vagy óraadói jogviszonnyal rendelkező személyek.
A „Jog és Technológia” Munkacsoport feladata, hogy a jog és a technológia metszéspontjában álló olyan kutatásokat folytassanak, amelyek potenciálisan piaci hasznosíthatósággal, valamint jogalkotást támogató funkcióval is rendelkezzenek. A munkacsoport által készített munkák elsősorban az Arsboni közösség felületein jelennek meg. (Vezetője: Dr. Kis Kelemen Bence)

## Külső hivatkozások
- A Szakkollégium honlapja (http://onszak.hu/)